# 長岡城
長岡城（日语：ながおかじょう）是位於日本越後國長岡（現新潟縣長岡市）的一座城堡。長岡城修建於江戶時代初期的1616年，是越後長岡藩7万4千石牧野家的居城。長岡城是一座梯郭式的平城，在戊辰戰爭時被燒毀。長岡城舊址現在是長岡車站。

## 外部連結
- 正保城絵図（国立公文書館デジタルアーカイブ） （页面存档备份，存于） - 『越後国古志郡之内長岡城之図』（正保城絵図）あり
- 長岡開府400年PR冊子『越後長岡ROOTS400』第2号「長岡城～城はなくとも夢がある～」（平成28年8月1日発行）